# Oharská niva
Oharská niva (název podle řeky Ohře, která se dříve nazývala též Ohara) je geomorfologický okrsek v jihozápadní části Terezínské kotliny, ležící v okrese Litoměřice v Ústeckém kraji.

## Poloha a sídla

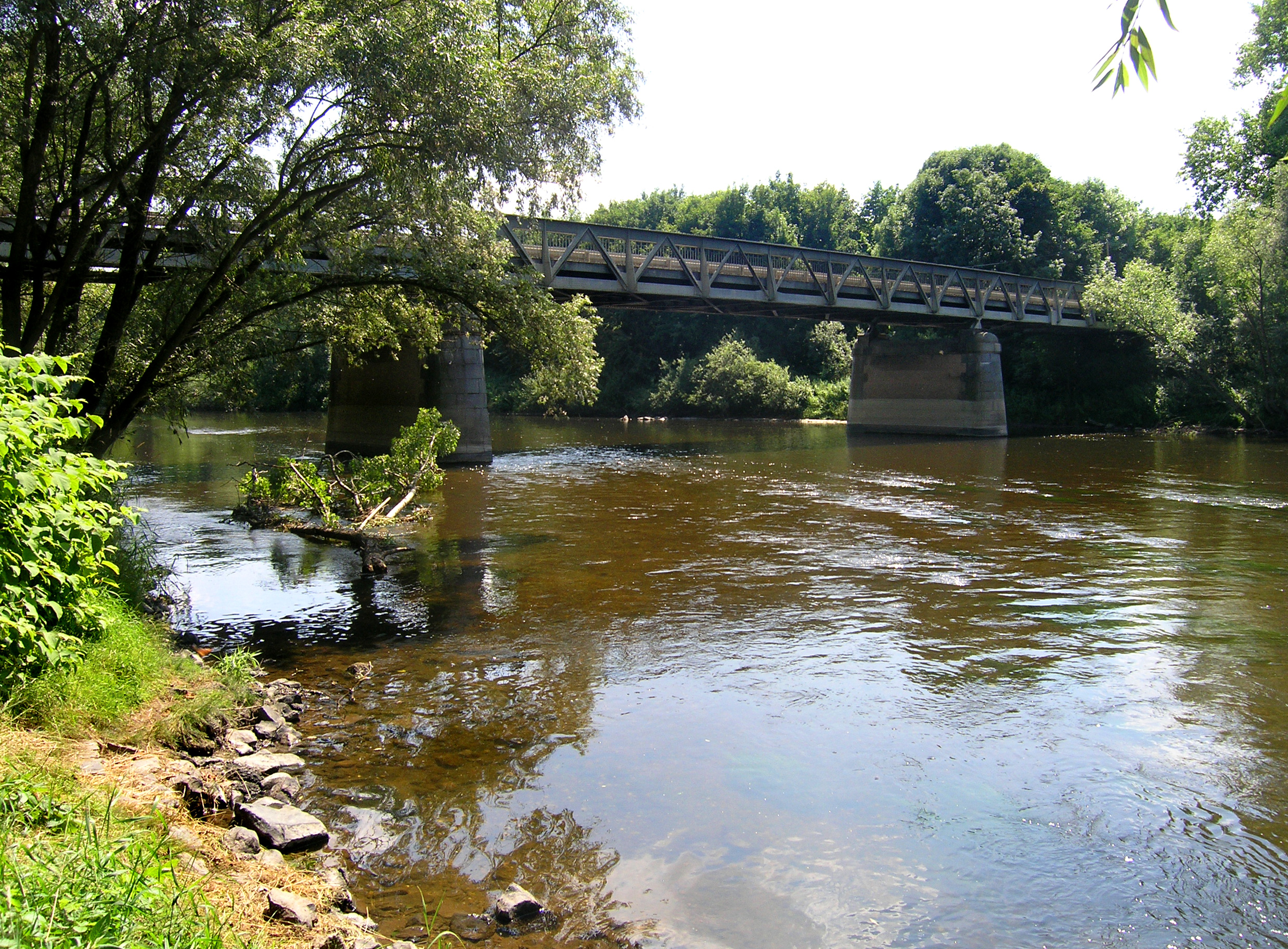
Most přes Ohři u Budyně nad Ohří

Pás okrsku se nachází zhruba mezi sídly Litoměřice (na severu), Bohušovice nad Ohří (na východě), Budyně nad Ohří (na jihovýchodě), Libochovice (na jihozápadě) a Brozany nad Ohří (na severozápadě). Uvnitř okrsku leží větší částí město Terezín.

## Geomorfologické členění
Okrsek Oharská niva (dle značení Jaromíra Demka VIB–1C–4) náleží do celku Dolnooharská tabule a podcelku Terezínská kotlina.
Podrobnější členění Balatky a Kalvody Oharskou nivu nezná. Uvádí pouze dva jiné okrsky (Lovosická kotlina a Roudnická brána).
Niva sousedí s dalšími okrsky Dolnooharské tabule: Bohušovická rovina na západě, Polepská rovina a Budyňská pahorkatina na východě, Perucká tabule na jihu a Krabčická plošina na západě. Dále sousedí s celkem Ralská pahorkatina na severu.).